# Tetraktys (banda)
Tetraktys es un conjunto italiano especializado en la interpretación de música medieval y renacentista. Fue fundado en el año 2000 por el flautista holandés Kees Boeke. 

## Historia
El grupo comenzó siendo un dúo integrado por la soprano Jill Feldman y Kees Boeke. Con esta reducida formación grabaron su primer disco, Trecento. A partir de entonces pasaron a ser un cuarteto con el que grabaron los dos siguientes discos: Guillaume Dufay: Chansons y O tu cara sciença mia musica, este último con música procedente del Codex Squarcialupi, una de las fuentes musicales más conocidas del Trecento italiano. En su último trabajo, Codex Chantilly 1, contaron además con la colaboración del contratenor Carlos Mena. Este último disco es el primero de lo que pretende ser la grabación integral de todas las composiciones que se hallan en el Codex de Chantilly, que es uno de los manuscritos musicales medievales más importantes, con obras pertenecientes a un estilo conocido como Ars subtilior.

## Discografía
El conjunto ha grabado desde el principio para la compañía discográfica Olive Music que ha pasado a depender del sello holandés Etcetera.
- 2004 – Trecento. (Olive Music 002)
- 2005 – Guillaume Dufay: Chansons. (Olive Music 005; Etcetera KTC 1903)
- 2006 – O tu cara sciença mia musica. Obras del Codex Squarcialupi. (Olive Music 007).
- 2008 – Codex Chantilly 1. Con Carlos Mena. (Etcetera KTC 1900).
- 2011 – Codex Chantilly II. (Etcetera KTC 1905).
- 2013 – Johannes Heer Song Book. Cod. St. Gallen 426 (Etcetera KTC 1910).
- 2014 – De Tristesse, de Deuil, de Desplaysance. Songs from Ms. Oxford, Bodleian Library, Canonici Misc. 213. (Etcetera KTC 1911).
- 2016 – Codex Chantilly III. (Etcetera KTC 1917).
- 2016 – Matteo da Perugia: Chansons. (Etcetera KTC 1918).

- Datos: Q3985302